# Wires
Wires is een nummer van de Britse rockband Athlete uit 2005. Het is de eerste single van hun tweede studioalbum Tourist.
"Wires" is het bekendste nummer van Athlete. Het nummer is een ballad, waarin de leadzanger, Joel Pott, zingt over zijn dochter die net na haar geboorte ziek werd en onmiddellijk naar de intensive care moest. Ook eert Pott de dokters die een belangrijke rol speelden bij het redden van het leven van zijn dochter. Het nummer werd een grote hit in het Verenigd Koninkrijk, waar het de 4e positie bereikte. Buiten het Verenigd Koninkrijk werden nog in Ierland en Polen de hitlijsten gehaald. Hoewel het nummer in Nederland geen hitlijsten bereikte, geniet het er wel bekendheid en wordt het ook door diverse radiostations gedraaid.